# حادثه اکتبر ۲۰۲۱ دریای عمان
در ۱۲ آبان ۱۴۰۰ سپاه پاسداران ایران ادعا کرد تلاش نیروی دریایی آمریکا برای توقیف نفت ایران را بی نتیجه کرده است. این ادعا توسط پنتاگون رد شد. آمریکا ادعا کرد فقط نظاره گر بوده است و هیچ دخالتی در این اتفاق نداشته است.

## شرح حادثه
در تاریخ ۱۲ آبان ۱۴۰۰ نیروی سپاه پاسداران ایران ادعا کرد: آمریکا یک نفتکش حامل نفت ایران را در آب های دریای عمان متوقف کردند و با انتقال نفت آن به یک نفتکش دیگر، آن را به سوی مقصدی نامعلوم هدایت کردند.
در ادامه این ادعا گفته شد که نیروهای سپاه با یک عملیات هلی برن بر روی عرشه نفتکش آن را به سمت آب های ایران هدایت کردند. اما نیروهای ارتش آمریکا با استفاده از چندین فروند بالگرد و ناو جنگی به تعقیب نفتکش پرداختند که ناکام ماندند.
در ادامه پنتاگون در رابطه با ادعا سپاه پاسداران ایران گفت هیچ تلاشی از سوی نیروی های دریایی آمریکا برای توقیف چیزی وجود نداشت. او مدعی شد ایران ماه گذشته تلاش کرد یک نفتکش با پرچم ویتنام توقیف کند و آمریکا فقط برای نظارت آنجا حضور داشته است.در ادامه پنتاگون مدعی شد اگر تصرفی بوده باشد، از سوی ایران انجام شده است. سفارت ویتنام در واشنگتن پاسخی در این باره منتشر نکرد.
بعد از ادعا پنتاگون سپاه اقدام به انتشار فیلم های درگیری در رسانه کرد. بر طبق گزارش ها، نفتکش حامل نفت ایران چهارم مهرماه در بندرعباس پهلو گرفت.

## پیش زمینه
پس از خروج یکجانبه آمریکا از برجام در سال ۲۰۱۵، آمریکا صادرات نفت ایران را شامل تحریم قرار داد. با این حال ایران با صادرات نفت و بنزین به کشورهایی مانند چین، ونزوئلا، سوریه و لبنان و... همچنان به صادرات نفت ادامه میدهد. آمارها نشان می دهد که صادرات ایران در پس از انتخابات نوامبر آمریکا به شدت افزایش یافته است.
در آگوست ۲۰۲۰، آمریکا اعلام کرد: چهار کشتی حامل سوخت ایران به مقصد ونزوئلا را توقیف کرد و وارد تگزاس کرده است. آمریکا این اقدام را در راستای توقف دور زدن تحریم های آمریکا به وسیله ایران توصیف کرد. به نقل از رویترز منابع حقوقی پیشتر به این خبرگزاری گفته بودند که از نظر حقوقی این محموله ها تا زمانی که در آب های سرزمینی آمریکا قرار نگرفته باشند، قابل توقیف نیستند.   
در این ماجرا وال استریت ژورنال اواخر روز جمعه ادعا کرد که تهدیدهای ایالات متحده مبنی بر اقدام قانونی و تحریم، باعث شد مالکان کشتی های یونانی سوخت ایران را به دولت ایالات متحده تسلیم کنند.هزینه سوخت قبلا توسط ونزوئلا پرداخت شده بود.
سفیر ایران در ونزوئلا این ادعا را دروغ بزرگ خواند و در توییتر خود نوشت: نه کشتی ها ایرانی هستند و نه مالک آنها و نه محموله آنها ارتباطی با ایران دارد.

## بازخوردها

### ایران
حسین سلامی، فرمانده سپاه پاسداران انقلاب اسلامی، این حادثه را «تحقیر امپراتوری رو به زوال» دانست. وی این حادثه به عنوان یک رویداد تاریخی در کنار سایر تاریخ‌های بزرگ تاریخ ثبت خواهد شد.
علیرضا تنگسیری، فرمانده نیروی دریایی سپاه، در توضیحات خود گفت که بر اساس ارزیابی های قبلی خود، آمریکا "برای یک عملیات بزرگ آماده شده بودند."
همچنین او ادعای مقامات آمریکایی را نادرست خواند و گفت: با توجه به اینکه فاصله ناوهای آمریکایی با شناورها و نیروهای ایرانی کمتر از 98 فوت بود، اگر فقط می خواستند اوضاع را رصد کنند، می توانستند از فاصله دورتری این کار را انجام دهند یا از هواپیماهای بدون سرنشین استفاده کنید.

### آمریکا
جان کربی، سخنگوی پنتاگون ادعای ایران را رد کرد. او ادعا کرد تنها تصرفی که انجام شد توسط ایران بود.